# توماس لورينز
توماس لورينز (بالألمانية: Thomas Lorenz)‏ هو فنان ماكياج نمساوي، ولد في القرن العشرين.